# Mark Hellinger
Mark Hellinger (New York, 21 marzo 1903 – New York, 21 dicembre 1947) è stato un giornalista, produttore cinematografico e scrittore statunitense.

## Biografia

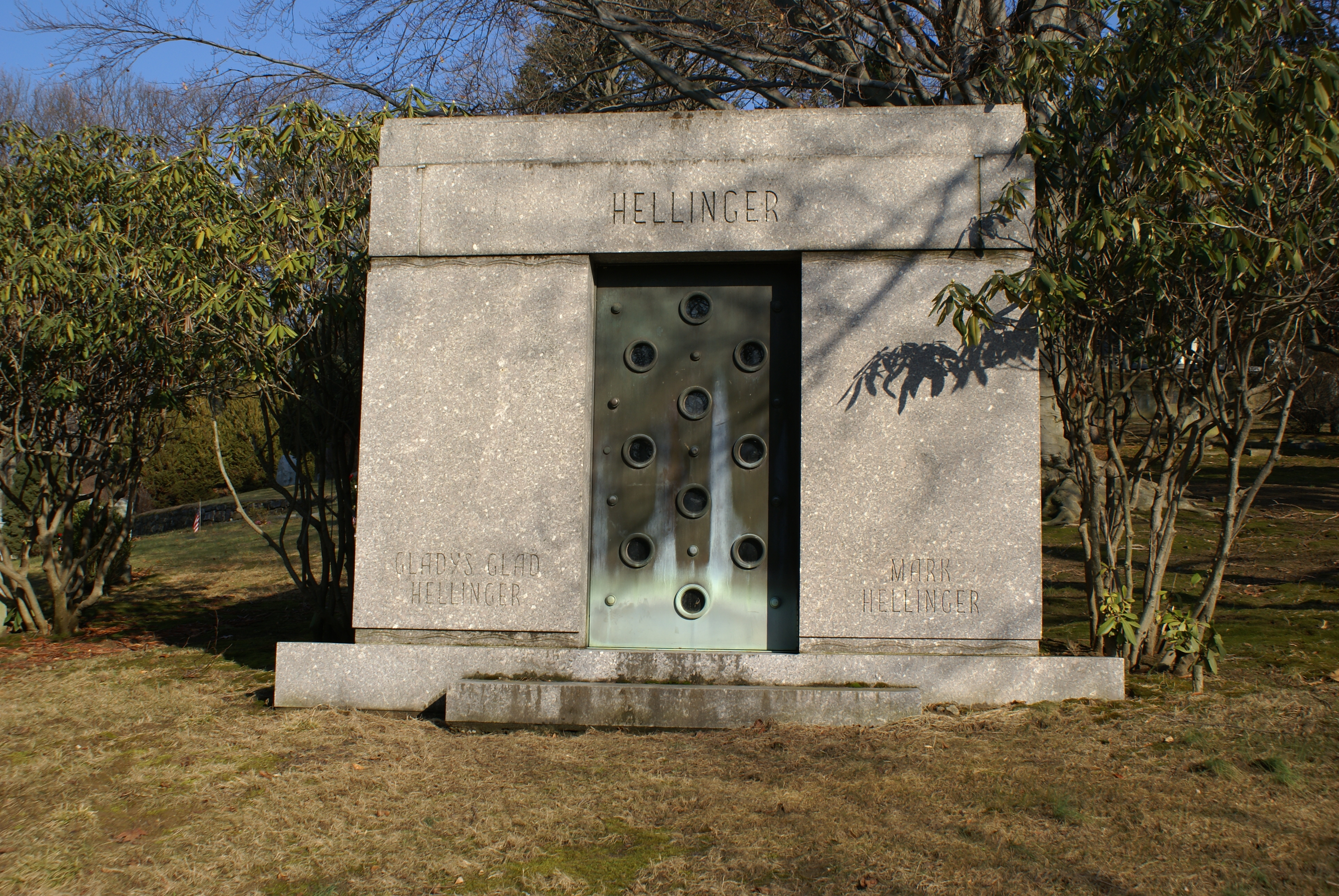
Il mausoleo di Mark Hellinger nel cimitero di Sleepy Hollow

Hellinger nacque in una famiglia agiata di origini ebraiche osservante la tradizione. Suo padre Paul praticava il mestiere di avvocato.
Nel corso della sua carriera si dimostrò un professionista versatile, instancabile, generoso ed anche irrequieto, in grado di dedicarsi a svariate attività, dal giornalismo alla produzione cinematografica.
Dopo aver interrotto precocemente il suo percorso di formazione scolastica, incominciò a lavorare come cameriere all'età di diciotto anni, e dopo un anno intraprese il mestiere di giornalista dapprima per conto di una rivista teatrale e poi per la testata del Daily News di New York, dove si distinse per la redazione di gustosi racconti intrisi di tendenze realistiche, e descriventi un quadro psicologico completo dei newyorkesi.
Nel 1929 passò al tabloid New York Daily Mirror, dove scrisse numerosi bozzetti e preparò le prime stesure delle sue opere teatrali.
Quando decise di intraprendere il mestiere di produttore, aveva chiaro in mente un preciso progetto riguardante la tipologia cinematografica da lanciare e diffondere nel suo Paese.
La Warner Bros. risultò particolarmente ricettiva alle idee di Hellinger, e la loro collaborazione fruttò la produzione di una serie di film d'azione ispirati alla storia ed alla cronaca americana.
Tra i registi che operarono sotto la sua direzione, si possono citare Walsh (Strada maestra, Una pallottola per Roy, Fulminati), Keighley e Dwan.
Durante la seconda guerra mondiale svolse la mansione di corrispondente di guerra.
Hellinger nel 1947 vinse il premio Edgar Award nella categoria Miglior opera cinematografica con il film The Killers, basato su un romanzo di Ernest Hemingway.
Una volta sciolto il contratto con la Warner, Hellinger proseguì dal 1947 la sua carriera in modo autonomo (Universal Picture), evidenziando idee innovatrici ed originali, che diedero slancio alla nascita e alla diffusione del realismo negli Stati Uniti d'America, intorno agli anni quaranta.
Nell'ultimo periodo di vita produsse i film di Siodmak (I gangsters) e di Dassin (Forza bruta 1947, La città nuda 1948), ritenuti i suoi migliori prodotti.
Come produttore diresse una delle apparizioni cinematografiche di Ronald Reagan, nel film Acciaio umano (Hell's Kitchen).
Morì il 21 dicembre 1947 proprio quando era in procinto di iniziare una nuova esperienza professionale in una società indipendente, che aveva come socio Humphrey Bogart.
Nel 1960 è stato istituito il Premio Hellinger che annualmente proclama la vincitrice nella categoria studenti universitari di giornalismo.

## Opere prodotte
- 1948 La città nuda .
- 1947 Forza bruta.
- 1947 La seconda signora Carroll.
- 1946 Una celebre canaglia.
- 1946 I gangsters.
- 1945 La tromba squilla a mezzanotte.
- 1944 Ragazze indiavolate.
- 1944 Tra due mondi.
- 1943 Thank Your Lucky Stars.
- 1942 Ondata d'amore.
- 1941 Rise and Shine.
- 1941 Fulminati.
- 1941 Con mia moglie è un'altra cosa.
- 1941 Una pallottola per Roy.
- 1940 Strada maestra.
- 1940 Il vendicatore.
- 1940 Zona torrida.
- 1940 It All Came True.
- 1940 British Intelligence.
- 1939 Kid Nightingale.
- 1939 I ruggenti anni venti.
- 1939 The Cowboy Quarterback.
- 1939 Acciaio umano.
- 1939 Women in the Wind.
- 1939 The Adventures of Jane Arden.[10]